# Igreja Católica no Butão
A Igreja Católica no Butão é parte da Igreja Católica universal, em comunhão com a liderança espiritual do Papa, em Roma, e da Santa Sé. A Constituição butanesa  reconhece o budismo como "herança espiritual" do país, ainda que afirma a separação de religião e Estado. O proselitismo é proibido. Nenhuma igreja tem reconhecimento oficial do governo, o que, tecnicamente, significa que todas as comunidades cristãs são ilegais. O relatório de perseguição religiosa de 2024 da fundação Portas Abertas considerou o Butão como o 36.º país que mais persegue os cristãos no mundo.

## História
O cristianismo chegou ao território butanês em 1626, com dois missionários jesuítas, os padres Cabral e Cacella, em uma jornada a Bengala por meio dos Himalaias até o Tibete. O líder religioso do país, Dharma Raja, impediu isso, desde Paro, onde ficava sua residência. Não há registros de ter havido outros missionários católicos após isso, e assim o catolicismo nunca ganhou seguidores no Butão.
A presença católica só foi reaparecer mais de três séculos depois, em 1963, quando o governo butanês, por recomendação de educadores católicos em Darjeeling, Índia, convidou o padre William Mackey e um colega jesuíta canadense, com o intuito de estabelecer um sistema de educação primária. Um pequeno grupo de missionários salesianos foi recebido de forma semelhante dois anos depois, mas expulso pelo governo no início de 1982 sob acusações de proselitismo. O budismo continuou sendo a religião do Estado, e, ainda que a liberdade de culto individual fosse tolerada, as atividades missionárias eram proibidas pelo governo. O padre Mackey permaneceu no Butão até sua morte em 1995.
Inicialmente parte da Diocese de Tezpur na Índia, a tutela dos católicos butaneses foi transferida para a Diocese de Darjeeling em 21 de janeiro de 1975. A Diocese de Darjeeling ordenou Kinley Tshering, o primeiro padre butanês nativo, em 1995. Naquela época, ele era o único cidadão do Butão a ser católico. Kinley se converteu ao catolicismo em 1974, aos 15 anos, quando estudava numa escola católica de Darjeeling, na Índia. Na época, ele recebeu os sacramentos em segredo. Seus estudos no seminário ocorreram com os jesuítas em Bangalore e Mumbai.
| “ | Eu sempre quis consagrar minha vida a Cristo como sacerdote. Mas meus estudos profissionais, as pressões da família e o meu estilo de vida não estavam ajudando a tomar uma decisão final. [...] Eu me lembro que pedi a Deus: ‘Tens que me dar um sinal como aquele que deste a Teresa do Menino Jesus, de ver neve no verão. | ” |
|   | — Kinley Tshering, cidadão butanês sobre sua vocação sacerdotal.. |   |

Em 1986, após fazer sua oração, Kinley estava em um voo para Calcutá, e se sentou ao lado de ninguém menos que Madre Teresa de Calcutá. A freira se surpreendeu ao saber que ele era butanês e católico; ele conta que recebeu muito apoio dela sobre sua vocação naquele momento.
Agitações sociais ocorridas na década de 1990, especialmente envolvendo a minoria nepalesa residente, levaram o governo a endurecer a tolerância a culturas e religiões minoritárias.

## Atualmente
Os cristãos, em especial os convertidos do budismo, enfrentam duras discriminações; quando uma pessoa de etnia butanesa se torna cristã, torna-se uma fonte de vergonha para algumas famílias, que tentam "reconvertê-los" à sua fé. Os cristãos também enfrentam dificuldades na obtenção de documentos, pedidos de empréstimo, registros de propriedades, acesso ao ensino superior e busca por empregos. Muitos cristãos, especialmente homens, são vítimas de perseguição por parte da família e da comunidade, correndo risco de serem rejeitados, expulsos de casa, deserdados e ficarem desempregados. A pressão social sofrida pelos cristãos no Butão é muito mais ligada à marginalização social do que propriamente em expulsões.
No caso das igrejas, seu registro é dificultado, e a sua falta implica na impossibilidade de adquirir propriedades. A construção de igrejas tem de ser aprovada pelo governo, o qual dificulta desde a aprovação de construção, até mesmo durante as obras, que, por lei, têm de seguir as normas arquitetônicas tradicionais determinadas pela Comissão de Organizações Religiosas. Por fim, os cristãos têm desafios até mesmo na aquisição de terrenos para sepulturas, porque não existe um processo bem definido pelo governo. Por causa disso, alguns cristãos têm de enterrar seus mortos "em áreas subdesenvolvidas, longe das povoações". O governo normalmente tem uma abordagem rigorosa para evitar a inserção de elementos culturais não budistas no país.
No ano 2000, o Butão ainda não possuía paróquias, mas havia dez irmãs residentes que cuidavam de aproximadamente 500 fiéis católicos do país. A maioria dos cristãos é de origem nepalesa.

## Organização territorial
O catolicismo está presente no país por meio da Diocese de Darjeeling, de rito romano, que abrange todo o território butanês, mas fica sediada na Índia.

## Conferência Episcopal
Estando incluído no território de uma diocese indiana, Butão está submetido à Conferência dos Bispos Católicos da Índia, que foi criada em 1988, e sua sede fica em Bangalore.